# Аккурган (футбольний клуб)
Футбольний клуб «Аккурган» (Ташкентська область) або просто «Аккурган — радянський узбецький футбольний клуб з Ташкентської області.

## Історія
Футбольний клуб «Аккурган» було засновано в 1967 році в Ташкентській області. З 1967 по 1969 роки грав у Класі «Б» Другої ліги Чемпіонату СРСР. Найкращим результатом у цьому турнірі було 12-те місце, який клуб посів у сезоні 1968 року у зоні «Середня Азія» Другої ліги Чемпіонату СРСР. У Кубку СРСР найкращим результатом клубу було 3-тє місце в 1/4 фіналу зонального турніру сезону 1967/1968 років.